# Gerard Bidstrup
Gerard Carey Bidstrup (født 2. oktober 1968) er en dansk skuespiller.
Bidstrup er uddannet fra Skuespillerskolen ved Odense Teater i 1996. Han var ansat på teatret frem til 1997.
Han blev kendt for sin medvirken i Robinson Ekspeditionen 2009, hvor han var med i et par afsnit, hvor han skulle spille på deltagernes følelser i rollen som den psykotiske morder, der viste sig at have dræbt en kvinde hjemme i Danmark.

## Filmografi
- Gummi Tarzan (1981)
- Anna (2000)
- En kærlighedshistorie (2001)
- De fortabte sjæles ø (2007)
- Flugten (2009)
- Duer skal flyve frit i himlen (2010)
- Den sidste rejse (2011)

### Tv-serier
- TAXA (1997-1999)
- Rejseholdet (2000-2003)
- Edderkoppen (2000)
- Krøniken (2003-2006)
- Ørnen (2004)
- 2900 Happiness (2008-2009)